# 대한민국의 일제고사
대한민국의 일제고사(一齊考査)는 대한민국에서 전국의 학교 또는 특정 지역 내의 모든 학교에서 모든 학생들이 동시에(일제히) 치르는 형태의 시험을 뜻한다. ‘일제고사’는 일제고사 형태로 시행되던 시험의 명칭이기도 하다. 일제고사는 국민의 정부 시절인 1998년을 마지막으로 1999년부터 참여정부 마지막 해인 2007년까지 표집 평가 전환으로 사실상 폐지되었다. 그러다가 보수계열인 이명박 정부가 출범한 2008년 그해 가을부터 다시 전국단위로 부활해 박근혜 정부 탄핵 이전인 2016년까지 전국 단위의 각종 진단평가와 학업성취도평가를 정상적으로 치뤘고, 이를 흔히 일제고사라고 칭한다. 현재 일제고사는 박근혜 탄핵 이후 문재인 정부가 출범한 2017년 6월부터 전수평가에서 표집평가로 다시 환원되어 전국단위 평가는 사실상 폐지되었다. 참고로, 이는 일본 제국을 뜻하는 ‘일제’(日帝)와는 무관한 명칭이므로, 일제고사는 일제강점기의 잔재가 아니다.

## 기존의 일제고사 (폐지)
대한민국의 일제고사는 본래 ‘일제고사’라는 이름으로 시행되었으며, 전국 학생을 점수대로 줄을 세운다든지 과외를 부추긴다는 이유로 1998년에 폐지되었다. 이후 기초학력 진단평가와 학업성취도평가는 교육과정평가원에 의해 전국에서 3~5% 수준의 표본 집단에게만 시행되었다.
| 평가명            | 대상                                         | 표집 크기                                                           |
| ----------------- | -------------------------------------------- | ------------------------------------------------------------------- |
| 기초학력 진단평가 | 초등학교 3학년                               | 24,200명 (약 4%)                                                    |
| 학업성취도평가    | 초등학교 6학년, 중학교 3학년, 고등학교 1학년 | 초6: 26,500명 (약 4%), 중3: 34,500명 (약 5%), 고1: 34,000명 (약 5%) |

## 교과학습 진단평가
교과학습 진단평가는 시·도 교육청 주관으로 실시되는 진단평가이다. 절대평가 형식이다. 2008년 3월 6일에 '전국연합 진단평가'와 3월 11일에 '국가수준 교과학습 진단평가'로 시작해 지금에 이르고 있다. 당시 사실상 ‘일제고사의 부활’의 시작이었으며 전국교직원노동조합에서 강한 비판을 한 바 있다. 시행 초기의 명칭 때문에 잘못 알려져 있는 경우가 있으나, 현재 공식 명칭은 ‘교과학습 진단평가’가 맞다.

## 국가수준 기초학력 진단평가
국가수준 기초학력 진단평가는 초등학교 3학년을 대상으로 학교 학습과 사회생활에 꼭 필요한 능력을 진단하는 평가로 읽기, 쓰기, 기초수학 영역의 기초학력 도달여부를 확인하기 위한 평가이다. 2002년에 국가 수준으로 처음 시행되어 지금에 이르고 있으며, 한국교육과정평가원에서 주관한다. 2008년부터 2년간 전국 단위로 시행되었다. 2010년부터 교과학습 진단평가에 통합되었다. 평가 세부 내용은 아래와 같다.
- 읽기

1. 내용 영역: 한글 해독, 낱말 이해, 사실 이해, 감상 평가
2. 글의 유형: 설명, 설득, 문학, 도식
3. 문제 상황: 학습, 생활

- 쓰기

1. 내용 영역: 낱말 쓰기, 문장 쓰기, 쓸 내용 준비, 표현 전달
2. 행동 영역: 개념 이해, 적용
3. 문제 상황: 학습, 생활

- 기초 수학

1. 내용 영역: 수와 연산, 도형, 측정
2. 행동 영역: 계산, 이해, 문제 해결
3. 문제 상황: 학습, 생활

## 국가수준 학업성취도평가
국가수준 학업성취도평가는 한국교육과정평가원에서 주관하는 전국 단위의 시험으로, 초등학교 6학년, 중학교 3학년, 고등학교 1학년을 대상으로 한다. 학생이 교육 과정에서 규정하는 교과 목표와 내용을 얼마나 성취하였는지 평가한다. 이승만 정부 말기인 1959년부터 시행된 일제고사의 현신으로, 국민의 정부 시절인 1999년에 표집 평가으로 바뀌었으나 이명박 정부가 출범한 2008년에 다시 전수 평가로 전환되었고, 2013년에 초등학교 6학년부터 먼저 폐지한 뒤 중학교 3학년, 고등학교 2학년은 유지한 상태로 박근혜 정부 말기인 2016년까지 중3, 고2를 대상으로 정상 시행했다가 박근혜 대통령 탄핵이 인용되고 문재인 정부가 출범한 2017년 이후에는 중3, 고2 마저 다시 표집 평가로 전환되어 사실상 국가수준 학업성취도평가는 완전히 폐지되었다. 당시 시행 목적은 학생들의 교과별 학업 성취 변화 추이를 파악함으로써 교육 과정의 교육 목표 도달 정도와 함께 교육 과정 개선을 위한 기초 자료를 제공하는 것이다. 전국 단위로 시행하면서 해당 학년 모든 학생의 학업 성취 수준을 파악하여 보정 교육을 실시할 목적을 안게 되었다. 2008년, 2009년에는 평가 결과를 4단계 성취 수준(우수학력·보통학력·기초학력·기초학력미달)으로 나누어 개별 통지했으나, 2010년부터는 3단계(보통학력이상·기초학력·기초학력미달)로 전환되었으며 학교알리미를 통해 학교 단위로 공시한다. 표준점수나 백분위, 등급과 같은 상대평가 지표와 달리, 학업성취도평가의 성취 수준은 절대평가 방식으로 산출된다.

## 전국연합 학업성취도평가
전국연합 학업성취도평가는 시·도 교육청 주관으로 실시되는 학업성취도평가로, 국가수준 학업성취도평가와는 달리 상대평가 방식이다. 공정택 서울시 전 교육감의 주도로 2008년에 중학생 전국연합 학업성취도평가로 시작해 중학교 1학년, 2학년을 대상으로 실시되고 있으나 평가 결과를 공시하지 않는다. 한편, 2011년부터 전국연합 학업성취도평가는 실시하지 않는다.

## 시행 이력

### 2008년
2008년 2월 25일에 이명박 정부가 출범하면서 여야 정권이 교체되고 동시에 3월부터 일제고사 부활을 검토하기 시작해 그해 10월부터 정식으로 다시 실시되기 시작했다. 기초학력 진단평가와 학업성취도평가를 시·도 교육청 주관으로 전국에 시행할 것을 강제하면서 국가수준으로 확대하였고, 중학생 전국연합 학업성취도평가를 신설하여 시·도 교육감 협의회와 서울시 교육청 주관으로 실시한다.
| 평가명                                       | 시행 일자             | 대상                                         | 과목                         |
| -------------------------------------------- | --------------------- | -------------------------------------------- | ---------------------------- |
| 전국연합 진단평가 국가수준 교과학습 진단평가 | 3월 6일 3월 11일      | 중학교 1학년 초등학교 4~6학년                | 국어, 사회, 수학, 과학, 영어 |
| 국가수준 기초학력 진단평가                   | 10월 8일              | 초등학교 3학년                               | 읽기, 쓰기, 기초수학         |
| 국가수준 학업성취도평가                      | 10월 14일 ~ 10월 15일 | 초등학교 6학년, 중학교 3학년, 고등학교 1학년 | 국어, 사회, 수학, 과학, 영어 |
| 중학생 전국연합 학업성취도평가               | 12월 23일             | 중학교 1, 2학년                              | 국어, 사회, 수학, 과학, 영어 |

### 2009년
2009년에서는 교과학습 진단평가가 신설되었고, 중학생 전국연합 학업성취도평가의 명칭이 전국연합 학업성취도평가로 바뀌었다. 국가수준 기초학력 진단평가와 국가수준 학업성취도평가는 같은 날에 실시되었다.
| 평가명                     | 시행 일자 | 대상                                         | 과목                         |
| -------------------------- | --------- | -------------------------------------------- | ---------------------------- |
| 교과학습 진단평가          | 3월 10일  | 초등학교 4학년 ~ 중학교 3학년                | 국어, 사회, 수학, 과학, 영어 |
| 국가수준 기초학력 진단평가 | 10월 13일 | 초등학교 3학년                               | 읽기, 쓰기, 기초수학         |
| 국가수준 학업성취도평가    | 10월 13일 | 초등학교 6학년, 중학교 3학년, 고등학교 1학년 | 국어, 사회, 수학, 과학, 영어 |
| 전국연합 학업성취도평가    | 12월 23일 | 중학교 1, 2학년                              | 국어, 사회, 수학, 과학, 영어 |

### 2010년
2010년부터는 국가수준 기초학력 진단평가가 폐지되고, 기존에 이 시험 대상이던 초등학교 3학년은 교과학습 진단평가를 보게 되었다.
| 평가명                  | 시행 일자                    | 대상                                             | 과목                                                                 |
| ----------------------- | ---------------------------- | ------------------------------------------------ | -------------------------------------------------------------------- |
| 교과학습 진단평가       | 3월 9일                      | 초등학교 3학년 초등학교 4, 5학년 중학교 1, 2학년 | 국어, 수학 국어, 사회, 수학, 과학, 영어 국어, 사회, 수학, 과학, 영어 |
| 국가수준 학업성취도평가 | 7월 13일 ~ 7월 14일 7월 13일 | 초등학교 6학년, 중학교 3학년 고등학교 2학년      | 국어, 사회, 수학, 과학, 영어 국어, 수학, 영어                        |
| 전국연합 학업성취도평가 | 12월 23일                    | 중학교 1, 2학년                                  | 국어, 사회, 수학, 과학, 영어                                         |

### 2011년
국가수준 학업성취도평가에서 초등학교 6학년생들의 응시 과목이 줄었고, 중학교 1, 2학년을 대상으로 시행하던 전국연합 학업성취도평가가 폐지되었다.
| 평가명                  | 시행 일자                  | 대상                                             | 과목                                                                       |
| ----------------------- | -------------------------- | ------------------------------------------------ | -------------------------------------------------------------------------- |
| 교과학습 진단평가       | 3월 8일                    | 초등학교 3학년 초등학교 4, 5학년 중학교 1, 2학년 | 국어, 수학 국어, 사회, 수학, 과학, 영어 국어, 사회, 수학, 과학, 영어       |
| 국가수준 학업성취도평가 | 7월 12일~7월 13일 7월 12일 | 초등학교 6학년 중학교 3학년, 고등학교 2학년      | 국어, 사회, 수학, 영어, 과학 국어, 사회, 수학, 과학, 영어 국어, 수학, 영어 |

### 2012년
2012년은 2011년과 동일하게 시행된다.
| 평가명                  | 시행 일자                    | 대상                                             | 과목                                                                 |
| ----------------------- | ---------------------------- | ------------------------------------------------ | -------------------------------------------------------------------- |
| 교과학습 진단평가       | 3월 8일                      | 초등학교 3학년 초등학교 4, 5학년 중학교 1, 2학년 | 국어, 수학 국어, 사회, 수학, 과학, 영어 국어, 사회, 수학, 과학, 영어 |
| 국가수준 학업성취도평가 | 6월 26일 ~ 6월 27일 6월 26일 | 초등학교 6학년 중학교 3학년, 고등학교 2학년      | 국어, 사회, 수학, 과학, 영어 국어, 수학, 영어                        |

### 2013년
2013년부터 초등학교 6학년 국가수준 학업성취도평가가 폐지되었으며 이로써, 1959년 학력평가가 처음 시행된 이래로 54년만에 초등학교 수준 한정의 학력평가는 전면 폐지되었지만 중학교 3학년과 고등학교 2학년은 일제고사를 그대로 유지한 채로 2016년까지 전국단위로 정상 시행되었고, 박근혜 정부가 탄핵되고, 진보계열의 문재인 정부가 출범한 2017년에 곧바로 중3, 고2마저 표집평가로 전환되어 전국단위 일제고사는 58년만에 완전히 역사속으로 사라졌다.
| 평가명                  | 시행 일자 | 대상                                             | 과목                                                                 |
| ----------------------- | --------- | ------------------------------------------------ | -------------------------------------------------------------------- |
| 교과학습 진단평가       | 3월 7일   | 초등학교 3학년 초등학교 4, 5학년 중학교 1, 2학년 | 국어, 수학 국어, 사회, 수학, 과학, 영어 국어, 사회, 수학, 과학, 영어 |
| 국가수준 학업성취도평가 | 6월 25일  | 중학교 3학년 고등학교 2학년                      | 국어, 수학, 영어 국어, 수학, 영어                                    |

## 같이 보기
- 한국교육과정평가원
- 학력고사
- 전국연합학력평가
- 대학수학능력시험
- 고입선발고사
- 국제 학업성취도 평가